# Боковые желудочки головного мозга
Боковые желудочки головного мозга (лат. ventriculi laterales) — полости в головном мозге, содержащие ликвор, наиболее крупные в желудочковой системе головного мозга. Левый боковой желудочек считается первым, правый — вторым. Боковые желудочки сообщаются с третьим желудочком посредством межжелудочковых (монроевых) отверстий. Располагаются ниже мозолистого тела, симметрично по сторонам от срединной линии. В образовании боковых желудочков головного мозга играют роль все доли полушария, кроме островковой. В каждом боковом желудочке различают передний (лобный) рог, тело (центральную часть), задний (затылочный) и нижний (височный) рога.

## Анатомия
Сверху и спереди передний рог ограничен лобными частями лучистости мозолистого тела. Наружной стенкой переднего рога является головка хвостатого ядра. С медиальной (внутренней) стороны передние рога ограничены друг от друга щелевидной прозрачной перегородкой, сформированной прозрачными пластинками. В задних отделах передних рогов располагаются межжелудочковые (монроевы) отверстия, соединяющие боковые желудочки с третьим.
Кзади передний рог продолжается телом (центральной частью) бокового желудочка, расположенным под теменной частью лучистости мозолистого тела. Снизу центральная часть ограничена верхней поверхностью таламуса и телом хвостатого ядра.
Задний (затылочный) рог узкий, щелевидный, располагается в затылочной доле полушария головного мозга. Внутренняя его стенка вогнута за счет выпячивания в его просвет борозды птичьей шпоры. Сверху и снаружи задний рог ограничен волокнами мозолистого тела (tapetum), сзади — веществом затылочной доли.
Боковой рог является продолжением в височную долю тела и заднего рога бокового желудочка. Сверху и снаружи височный рог ограничивается tapetum, изнутри — гиппокампом. Дном нижнего рога является боковой (коллатеральный) треугольник.

## Клиническое значение
Известно, что объём боковых желудочков увеличивается с возрастом, а также при многих заболеваниях (в рамках гидроцефалии). В среднем боковые желудочки шире у лиц, страдающих шизофренией и биполярным расстройством.

## Иллюстрации

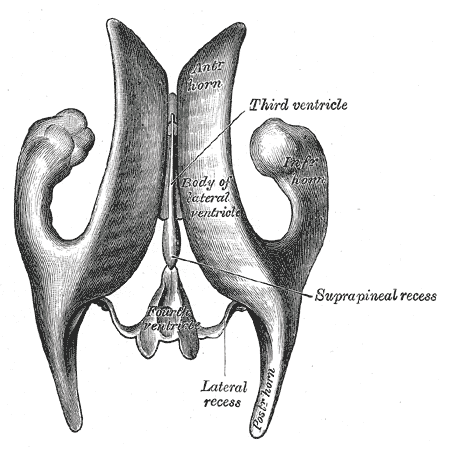
Обзорное изображение боковых желудочков, сверху
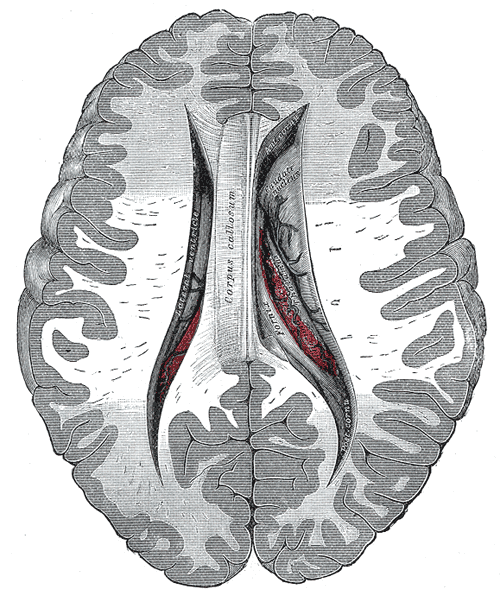
Центральная часть, передние и задние рога боковых желудочков, сверху
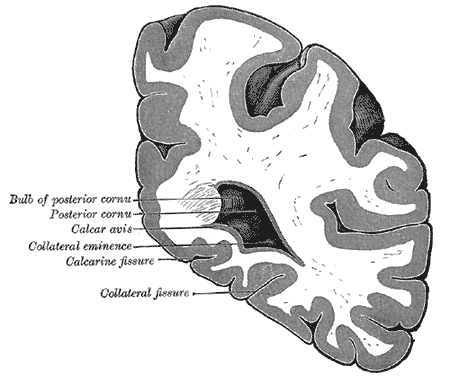
Корональный срез через задние рога боковых желудочков
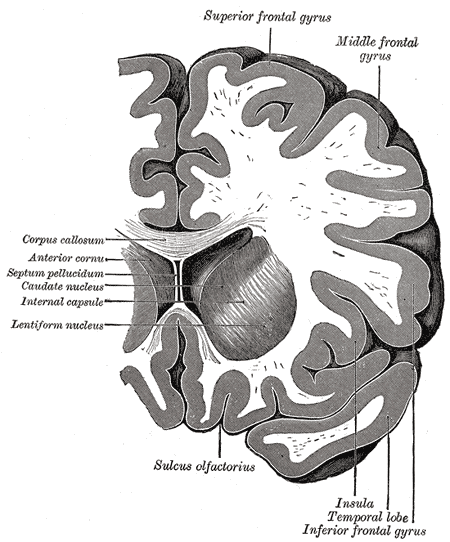
Корональный срез через передние рога боковых желудочков
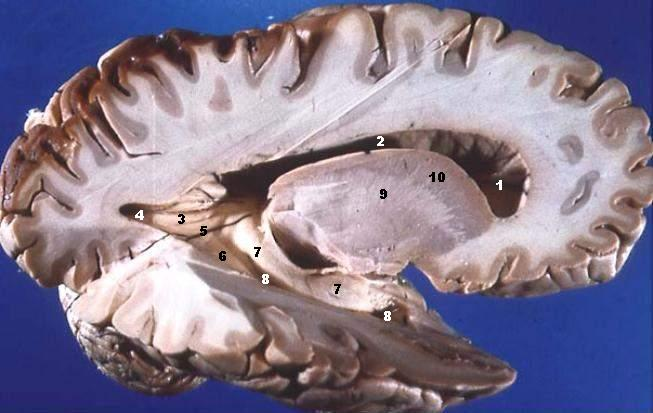
Боковой срез человеческого мозга
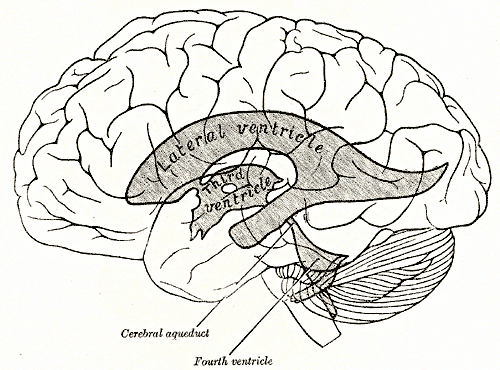
Проекция желудочков головного мозга на его поверхность